# Aeropuerto Internacional de Tucson
El Aeropuerto Internacional de Tucson (en inglés: Tucson International Airport) (IATA: TUS, OACI: KTUS, FAA LID: TUS) es un aeropuerto mixto civil-militar propiedad de la Ciudad de Tucson, localizado a 13 kilómetros (8 millas) al sur del distrito financiero de Tucson, en el Condado de Pima de Arizona. Es el segundo aeropuerto más activo de Arizona, después del Aeropuerto Internacional de Phoenix Sky Harbor.
El Plan Nacional de Sistemas Aeroportuarios Integrados para el año 2011-2015 lo catalogó como un aeropuerto de servicio comercial primario ya que tiene más de 10,000 embarques de pasajeros por año. Los registros de la Administración Federal de Aviación dicen que el aeropuerto tuvo 1,779,679 embarques en 2011, una disminución desde los 1,844,228 de 2010.
Tucson International es operado en un contrato de arrendamiento a largo plazo por la Autoridad Aeroportuaria de Tucson, que también opera el Aeropuerto Ryan, un aeropuerto de aviación general. El aeropuerto internacional de Tucson no es un centro de conexiones o un aeropuerto foco para ninguna línea aérea. El transporte público al aeropuerto es por las rutas de autobús del Sun Tran n.º 6 y n.º 25.

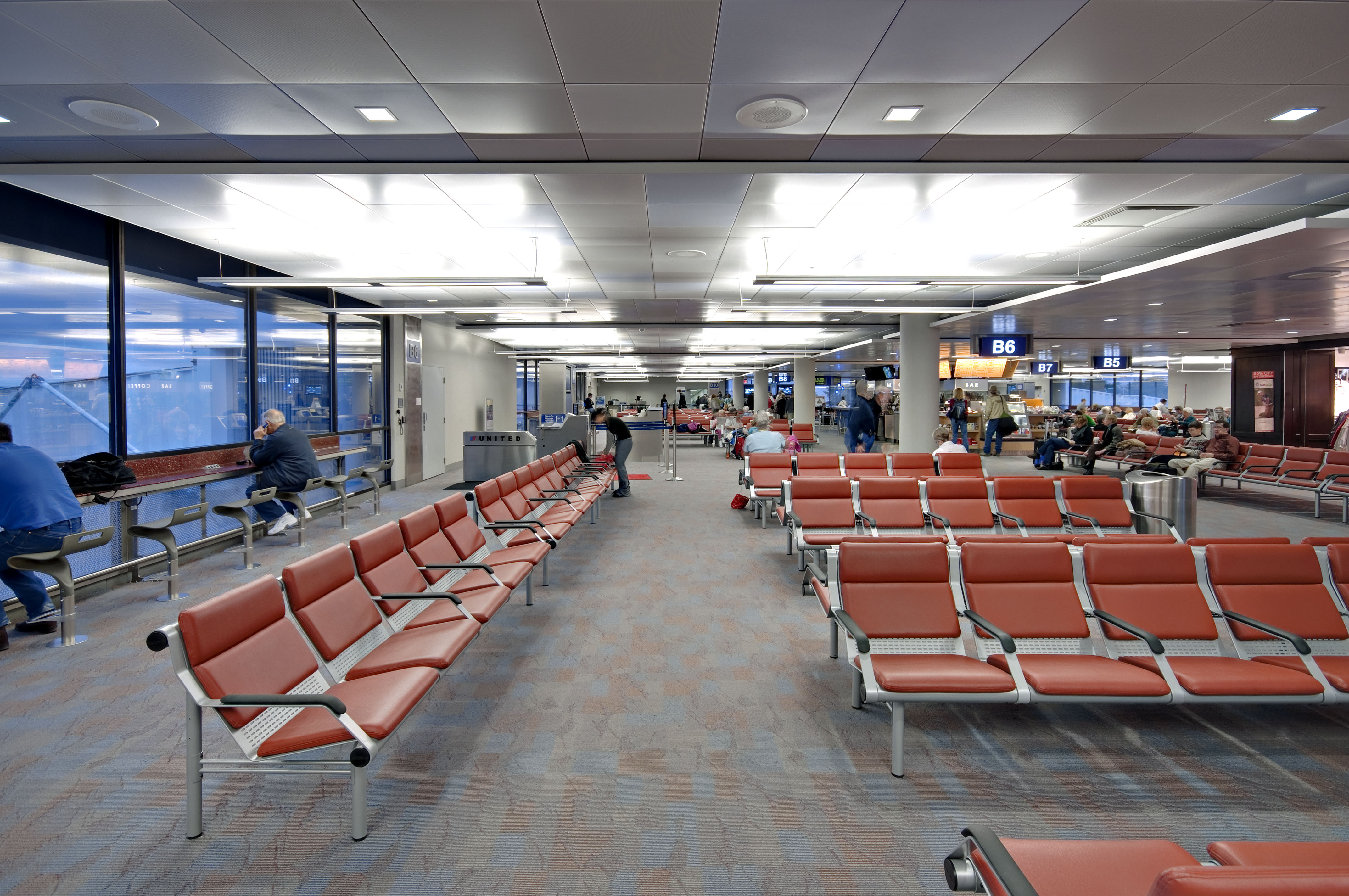
Puerta B6

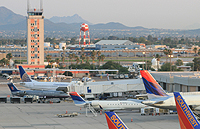
vista del aeropuerto.

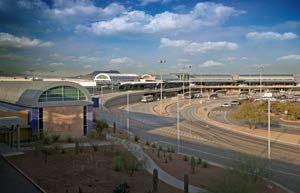
Vista aérea del aeropuerto.

## Instalaciones
El aeropuerto cubre 3,212 ha (7,938 acres) a una altitud de 806 m (2,643 pies) sobre el nivel del mar. Tiene tres pistas de aterrizaje asfaltadas y un helipuertos:
- Pista 11L/29R: 10,996 por 150 pies (3,352 x 46 m), con ILS
- Pista 11R/29L: 8,408 por 75 pies (2,563 x 23 m)
- Pista 3/21: 7,000 por 150 pies (2,134 x 46 m)
- Helipuerto H1: 100 por 100 pies (30 x 30 m)
- Helipuerto H2: 60 por 60 pies (18 x 18 m)
- Helipuerto H3: 60 por 60 pies (18 x 18 m)

Las aerolíneas suelen utilizar la pista 11L. En vientos ocasionales, los aviones comerciales utilizan la pista 29R, y de forma rara, con vientos del sur, la pista de aterrizaje 21. La pista 11R-29L es demasiada estrecha para la mayoría de los aviones comerciales, pero se puede utilizar la pista 3.
En el año terminado el 30 de abril de 2012 el aeropuerto tenía 142,302 operaciones, promedio de 389 por día: 47% de aviación general, el 25% de aerolíneas, el 15% de taxi aéreo y el 12% militares. 303 aviones están basados en el aeropuerto: 55% monomotores, el 24% aviones militares, el 10% de varios motores, 7% helicópteros y el 4% de aviones de reacción.

### Terminal
La terminal del Aeropuerto Internacional de Tucson tiene dos salas: la Sala A tiene nueve puertas, A1 a A9, y la Sala B cuenta con once puertas, B1 a B11. Actualmente, el Aeropuerto Internacional de Tucson ofrece servicio de línea aérea de vuelos diarios a 19 destinos en Estados Unidos y México. Además, hay conexiones de una escala a más de 350 destinos en todo el mundo.
Ambas salas dentro de la terminal ofrecen alimentos, bebidas y tiendas, así como conexión inalámbrica a Internet y estaciones de carga.

### TIA contra TUS
Ha habido una tendencia en el área de Tucson/Condado de Pima en los medios de comunicación de noticias (para incluir sus servicios de información meteorológica) y otras entidades empresariales y gubernamentales en el área metropolitana de Tucson fuera de la comunidad de la aviación profesional para referirse al aeropuerto como "TIA" frente código del aeropuerto actual del aeropuerto de "TUS" ya sea en la presentación de informes o de referencia. Una situación similar ocurre en el área metropolitana de Tampa, Florida por los medios de comunicación de esa región y otras entidades comerciales y gubernamentales con respecto a su caracterización del Aeropuerto Internacional de Tampa (TPA). El código de aeropuerto TIA está asignado al Aeropuerto Internacional Madre Teresa en Albania.

## Aerolíneas y destinos

### Pasajeros
| Aerolíneas           | Destinos                                                                                          | Sala |
| -------------------- | ------------------------------------------------------------------------------------------------- | ---- |
| Alaska Airlines      | Seattle/Tacoma Estacional: Orange County, Portland (OR), Sacramento                               | B    |
| American Airlines    | Chicago–O'Hare, Dallas/Fort Worth, Phoenix–Sky Harbor                                             | B    |
| American Eagle       | Los Ángeles, Phoenix–Sky Harbor                                                                   | B    |
| Delta Air Lines      | Atlanta Estacional: Mineápolis/St. Paul, Seattle/Tacoma                                           | B    |
| Delta Connection     | Los Ángeles, Salt Lake City Estacional: Seattle/Tacoma                                            | B    |
| Frontier Airlines    | Dallas/Fort Worth (inicia el 9 de octubre de 2025), Denver, Las Vegas                             | A    |
| Southwest Airlines   | Chicago–Midway, Dallas–Love, Denver, Houston–Hobby, Las Vegas, Los Ángeles, Sacramento, San Diego | A    |
| Sun Country Airlines | Estacional: Mineápolis/St. Paul                                                                   | A    |
| United Airlines      | Denver, Houston–Intercontinental Estacional: Chicago–O'Hare, San Francisco                        | A    |
| United Express       | Denver, Houston–Intercontinental, San Francisco Estacional: Chicago–O'Hare                        | A    |

### Carga
| Aerolíneas              | Destinos                    |
| ----------------------- | --------------------------- |
| Ameriflight             | Nogales, Phoenix-Sky Harbor |
| DHL Aviation            | Cincinnati, Los Ángeles     |
| FedEx Express           | Memphis                     |
| Freight Runners Express | Fargo                       |

### Destinos nacionales
Se brinda servicio a 19 ciudades dentro del país a cargo de 9 aerolíneas.
| Destinos nacionales del Aeropuerto de Tucson TUS ATL ORD MDW DFW DAL DEN IAH HOU LAS LAX MSP SNA PHX PDX SMF SLC SAN SFO SEA | Destinos nacionales del Aeropuerto de Tucson TUS ATL ORD MDW DFW DAL DEN IAH HOU LAS LAX MSP SNA PHX PDX SMF SLC SAN SFO SEA | Destinos nacionales del Aeropuerto de Tucson TUS ATL ORD MDW DFW DAL DEN IAH HOU LAS LAX MSP SNA PHX PDX SMF SLC SAN SFO SEA | Destinos nacionales del Aeropuerto de Tucson TUS ATL ORD MDW DFW DAL DEN IAH HOU LAS LAX MSP SNA PHX PDX SMF SLC SAN SFO SEA | Destinos nacionales del Aeropuerto de Tucson TUS ATL ORD MDW DFW DAL DEN IAH HOU LAS LAX MSP SNA PHX PDX SMF SLC SAN SFO SEA | Destinos nacionales del Aeropuerto de Tucson TUS ATL ORD MDW DFW DAL DEN IAH HOU LAS LAX MSP SNA PHX PDX SMF SLC SAN SFO SEA | Destinos nacionales del Aeropuerto de Tucson TUS ATL ORD MDW DFW DAL DEN IAH HOU LAS LAX MSP SNA PHX PDX SMF SLC SAN SFO SEA | Destinos nacionales del Aeropuerto de Tucson TUS ATL ORD MDW DFW DAL DEN IAH HOU LAS LAX MSP SNA PHX PDX SMF SLC SAN SFO SEA | Destinos nacionales del Aeropuerto de Tucson TUS ATL ORD MDW DFW DAL DEN IAH HOU LAS LAX MSP SNA PHX PDX SMF SLC SAN SFO SEA | Destinos nacionales del Aeropuerto de Tucson TUS ATL ORD MDW DFW DAL DEN IAH HOU LAS LAX MSP SNA PHX PDX SMF SLC SAN SFO SEA |
| Destinos | Southwest Airlines | Delta Air Lines | Alaska Airlines | American Airlines | United Airlines | Frontier Airlines | Otra | # | |
| --- | --- | --- | --- | --- | --- | --- | --- | --- | --- |
| Atlanta (ATL) | | • | | | | | | 1 | |
| Chicago (ORD) | | | | • | • | | | 2 | |
| Chicago (MDW) | • | | | | | | | 1 | |
| Dallas (DFW) | | | | • | | • | | 2 | |
| Dallas (DAL) | • | | | | | | | 1 | |
| Denver (DEN) | • | | | | • | • | | 3 | |
| Houston (IAH) | | | | | • | | | 1 | |
| Houston (HOU) | • | | | | | | | 1 | |
| Las Vegas (LAS) | • | | | | | • | | 2 | |
| Los Ángeles (LAX) | • | • | | • | | | | 3 | |
| Mineápolis (MSP) | | • | | | | | Sun Country Airlines | 2 | |
| Orange County (SNA) | | | • | | | | | 1 | |
| Phoenix (PHX) | | | | • | | | | 1 | |
| Portland (PDX) | | | • | | | | | 1 | |
| Sacramento (SMF) | • | | • | | | | | 2 | |
| Salt Lake City (SLC) | | • | | | | | | 1 | |
| San Diego (SAN) | • | | | | | | | 1 | |
| San Francisco (SFO) | | | | | • | | | 1 | |
| Seattle (SEA) | | • | • | | | | | 2 | |
| Total | 8 | 5 | 4 | 4 | 4 | 3 | 1 | 19 | |

## Estadísticas

### Rutas más transitadas
| Posición | Ciudad                  | Pasajeros | Aerolíneas                                                              |
| -------- | ----------------------- | --------- | ----------------------------------------------------------------------- |
| 1        | Dallas, Texas           | 356,000   | American Airlines                                                       |
| 2        | Denver, Colorado        | 278,000   | Southwest Airlines, United Express                                      |
| 3        | Phoenix, Arizona        | 216,000   | American Eagle                                                          |
| 4        | Los Ángeles, California | 162,000   | American Airlines, American Eagle, Delta Connection, Southwest Airlines |
| 5        | Las Vegas, Nevada       | 147,000   | Southwest Airlines                                                      |
| 6        | Atlanta, Georgia        | 129,000   | Delta Air Lines                                                         |
| 7        | Chicago, Illinois       | 123,000   | American Airlines, United Express                                       |
| 8        | Seattle, Washington     | 120,000   | Alaska Airlines, Delta Connection                                       |
| 9        | Salt Lake City, Utah    | 70,000    | Delta Connection                                                        |
| 10       | Houston, Texas          | 61,000    | United Express                                                          |

### Tráfico anual
| Año fiscal | Volumen de pasajeros | Cambio respecto a año anterior | Operaciones aéreas | Carga (lbs) |
| ---------- | -------------------- | ------------------------------ | ------------------ | ----------- |
| 2008       | 4,395,205            |                                |                    |             |
| 2009       | 3,669,924            | 16.50%                         |                    |             |
| 2010       | 3,709,178            | 1.07%                          |                    |             |
| 2011       | 3,676,894            | 0.87%                          |                    |             |
| 2012       | 3,649,783            | 0.74%                          | 145,164            | 71,431,830  |
| 2013       | 3,308,620            | 9.35%                          | 138,263            | 68,359,820  |
| 2014       | 3,239,849            | 2.08%                          | 139,420            | 64,796,533  |
| 2015       | 3,181,901            | 1.79%                          | 141,422            | 66,184,562  |
| 2016       | 3,228,389            | 1.46%                          | 139,555            | 61,837,690  |
| 2017       | 3,413,451            | 5.73%                          | 132,867            | 57,718,854  |
| 2018       | 3,551,159            | 4.03%                          | 133,764            | 64,975,135  |
| 2019       | 3,783,535            | 6.54%                          | 130,076            | 64,655,515  |
| 2020       | 2,283,777            | 39.63%                         | 123,783            | 65,266,408  |
| 2021       | 2,257,581            | 1.14%                          | 130,076            | 64,655,515  |
| 2022       | 3,317,494            | 46.95%                         | 137,373            | 67,089,271  |
| 2023       | 3,751,557            | 13.08%                         | 150,309            | 61,929,774  |
| 2024       | 3,873,141            | 6.02%                          | 121,782            | 57,675,271  |

## Aeropuertos cercanos
Los aeropuertos más cercanos son:
- Aeropuerto Williams Gateway (149km)
- Aeropuerto Internacional de Phoenix-Sky Harbor (179km)
- Aeropuerto Regional de Show Low (255km)
- Aeropuerto de Grant County (267km)
- Aeropuerto Ernest A. Love (315km)